# Calico System
Calico System war eine US-amerikanische Metalcore-Band aus St. Louis, Missouri, die im Jahr 1998 gegründet wurde und sich 2007 auflöste. Die Band trat in ihrer Karriere zusammen mit Gruppen wie Hatebreed, Poison the Well, Open Hand, Hopesfall, Finger Eleven, Candiria, Sworn Enemy, Codeseven und Dredg auf.

## Geschichte
Die Band wurde im Sommer 1998 gegründet. Nachdem sich in den folgenden zwei Jahren die Besetzung mehrfach verändert hatte, bildete sich im Jahr 2001 mit dem Sänger Mark Owens, dem Gitarristen Shawn Keith, dem Bassisten Nick Schaflein und dem Schlagzeuger Erik Ramsier eine feste Besetzung. Im selben Jahr erschien die EP Question the Answer, der sich im Frühling 2003 die zweite EP Love Will Kill All anschloss. Es folgte lokale Konzerte und Touren durch die USA zusammen mit Hatebreed und Poison the Well, ehe die Gruppe einen Vertrag bei Eulogy Recordings unterzeichnete. Im Herbst 2003 erschien hierüber das Debütalbum The Duplicated Memory. Daraufhin kam Rick Giordano als zweiter Gitarrist zur Band. Im Jahr 2004 spielte die Band zusammen mit Evergreen Terrace, Haste, The Black Halos, Philmore, Across Five Aprils, Every New Day, Glasseater, Hawthorne Heights und Adair. Im Januar und Februar 2005 ging die Band zusammen mit Reflux, The Warriors und Deadsoil auf Tour durch Nordamerika. Daraufhin begab sich die Band nach New Jersey in die Big Blue Meenie Studios, um das Album They Live aufzunehmen, das im November erschien. Nach den Aufnahmen spielte die Band zusammen mit Burning Season, ehe im Sommer Auftritte mit Haste the Day folgten. Im August trat die Band dann zusammen mit Nodes of Ranvier auf, woraufhin im Winter Konzerte zusammen mit LoveHateHero, Chiodos und Odd Project folgten. Im Dezember spielte die Band dann zusammen mit Hand to Hand. Nachdem im Jahr 2007 das Album Outside Are the Vultures veröffentlicht worden war, gab die Band im Juli ihre Auflösung bekannt.

## Stil
Das Debütalbum The Duplicate Memory wird als „Emocore mit Punk- und Metal(core)-Einflüssen“ bezeichnet. Der Gesang ist hierbei teils guttural und teils klar. Auf They Live spielte die Band punkigen Metalcore, sodass sie sich zwischen Gruppen wie Evergreen Terrace, Heaven Shall Burn und Atreyu einordnen lässt. Outside Are the Vultures bot klassischen Metalcore, wobei auch hier wieder der Gesang wechselte.

## Diskografie
- 2001: Question the Answer (EP, SGM Records)
- 2003: Love Will Kill All (EP, SGM Records)
- 2003: The Duplicated Memory (Album, Eulogy Recordings)
- 2005: They Live (Album, Eulogy Recordings)
- 2007: Outside Are the Vultures  (Album, Eulogy Recordings)